# Luigi Sorrento
Luigi Sorrento, hispanista y romanista italiano.
Profesor de filología románica de la Universidad Católica del Sacro Cuore de Milán, estudió e hizo la edición crítica del Proemio de don Íñigo López de Mendoza, (Il 'Proemio' del Marchese di Santillana, Milano: Carlo Marzorati,1946). También dedicó su interés investigador a la sintaxis: Sintassi romanza: ricerche e prospettive (Varese: A. Nicola & C., 1951, 2ª ed.). Otras obras suyas son Medievalia: problemi e studi (Brescia, 1943). También se acercó a la historia de las ideas en Francia e Spagna nel settecento: Battaglie e Sorgenti di Idee (Milano: Vita e Pensiero, 1928)
- Datos: Q5479807